# Coryphopteris viscosa
Coryphopteris viscosa är en kärrbräkenväxtart som först beskrevs av Bak., och fick sitt nu gällande namn av Holtt. Coryphopteris viscosa ingår i släktet Coryphopteris och familjen Thelypteridaceae.

## Underarter
Arten delas in i följande underarter:
- C. v. borneensis
- C. v. poiensis